# Baroniet Scheelenborg
Baroniet Scheelenborg var et dansk baroni oprettet 12. marts 1680 for Frederik Vittinghof af hovedgårdene Scheelenborg og Brockdorff. Baroniet blev sat under administration i 1902 og opløst ved lensafløsningen i 1923.
1. ↑  Hof- og Statskalender for Kongeriget Danmark